# Schisandra lancifolia
Schisandra lancifolia là một loài thực vật có hoa trong họ Schisandraceae. Loài này được (Rehder & E.H.Wilson) A.C.Sm. miêu tả khoa học đầu tiên năm 1947.